# 索亞之書

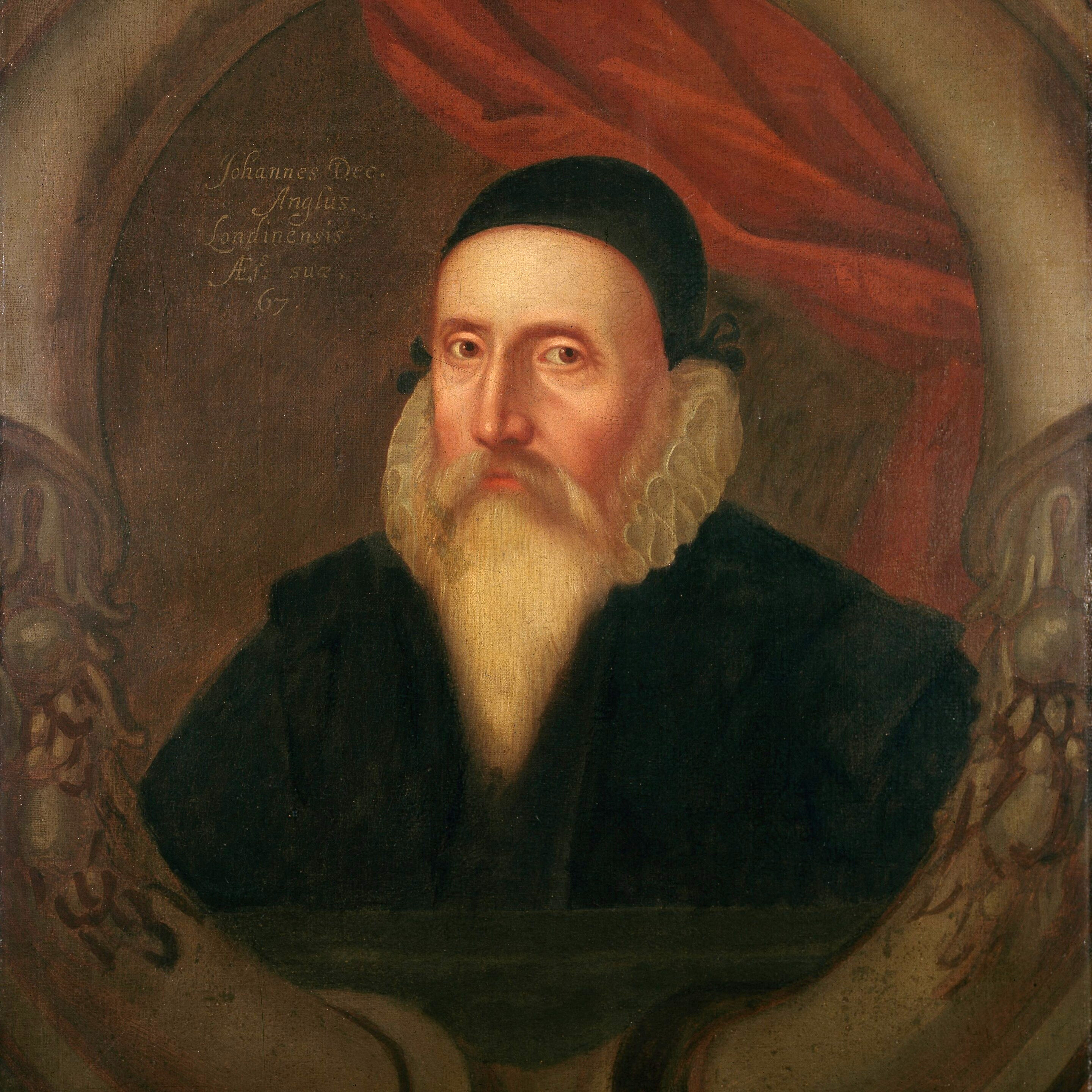
約翰·迪伊畫像。

《索亞之書》（英語：Book of Soyga）是一本以拉丁文寫成的神秘書籍，作者已經不能考究，內容包括魔法及煉金術等神秘學課題。
16世紀知名學者，伊麗莎白一世的顧問約翰·迪伊曾嘗試解讀其中的副本，但至死仍未能參透箇中內容，約翰·迪伊死後索亞之書的副本更一度失蹤了五百年，直到1994年，當中兩個手稿分別位於大英圖書館和牛津大學圖書館被發現，不過在現代依然無人能夠成功破解書中的文字。